# Hildebert a Everwin

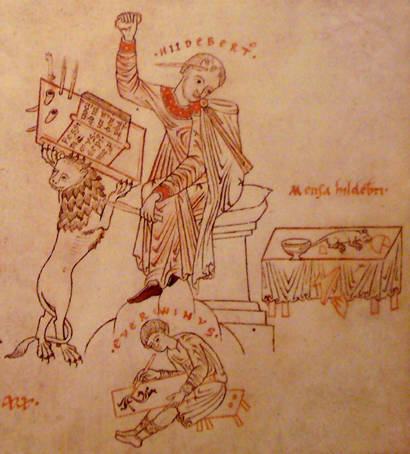
Hildebert a Everwin, vyobrazení v jimi ilustrovaném rukopisu De civitate Dei před rokem 1150

Malíř Hildebert (Hildebertus) a jeho pomocník Everwin (Everwinus) byla dvojice iluminátorů (knižních malířů) působící před polovinou 12. století v olomouckém skriptoriu na objednávku biskupa Jindřicha Zdíka.

## Iluminovaná díla

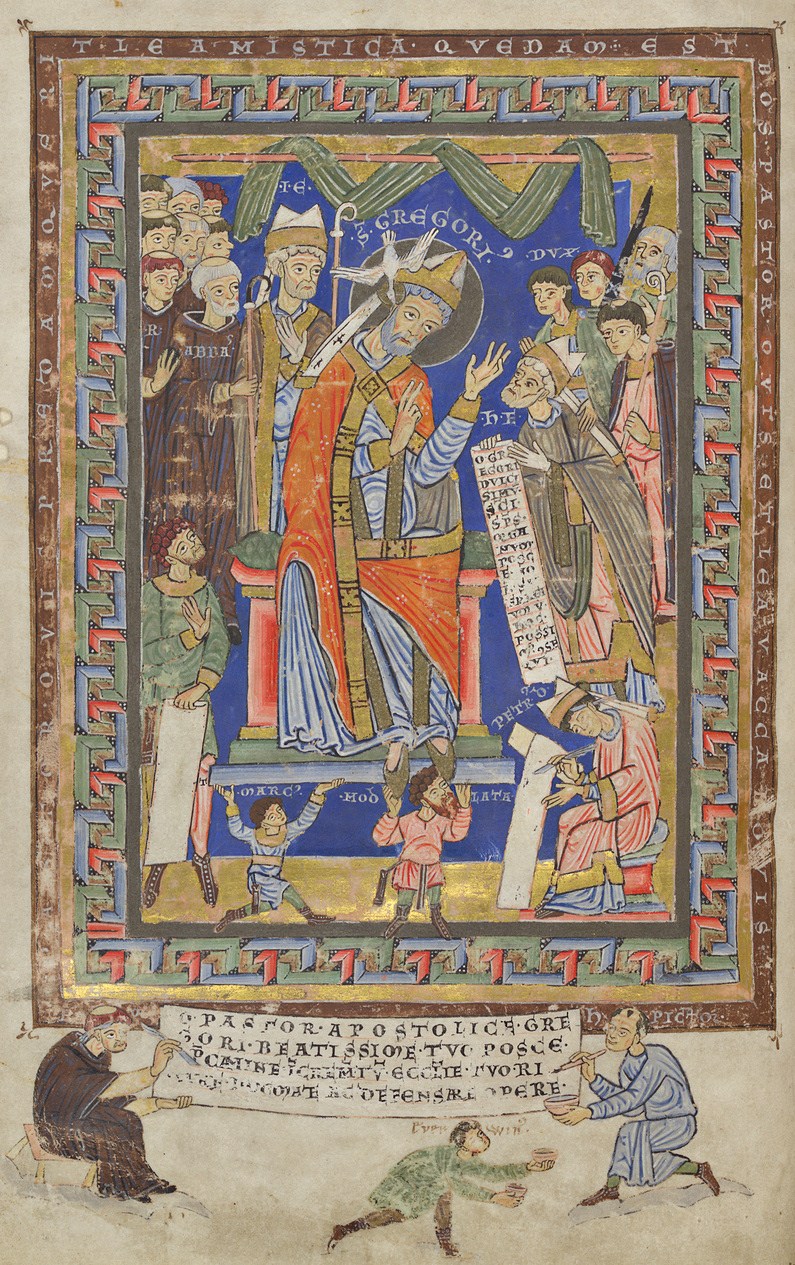
Dedikační list z Horologium Olomucense, trojice tvůrců dole jaksi mimo vlastní obraz, vlevo písař R., uprostřed Everwin podává barvu Hildebertovi napravo

- Horologium Olomucense (Stockholm, Kungliga biblioteket, signatura A 144) – datováno od poloviny 30. let 12. století do začátku let čtyřicátých. O tvůrcích svědčí dedikační list na počátku, podle kterého byl písař jistý benediktin uvedený jako „R.“, Hildebert (uveden jako „H.“) se svým pomocníkem se podíleli na malířské výzdobě
- De civitate Dei (Praha, Archiv Pražského hradu, kapitulní knihovna, signatura A 21/1) – datováno do 40. let 12. století (starší literatura i později, až do konce 12. století). Na posledním straně vyhotovili malíři jakýsi obrazový kolofon označovaný jako Hildebertova kletba, který se z více důvodů stal velmi známý (nejenom že zobrazuje dobovou dílnu, ale též živě odkazuje ke každodenním útrapám knižních tvůrců). Na drobné kresbě jsou dva pracující tvůrci ve skriptoriu, přičemž Hildebert (sedící u pulpitu) je zrovna vyrušen myší pojídající jeho jídlo a chystá se po ni hodit pemzu. V knize na pulpitu je vepsána ona kletba „Pessime mus, saepius me provocas ad iram. Ut te deus perdat“ (Nejbídnější myši, stále mne provokuješ až k hněvu. Ať tě bůh zatratí!)